# Bois-d’Haine
Bois-d’Haine (wa. El Botinne, pcd. Bos d'Inne) – dzielnica (section) gminy Manage w Belgii, w Regionie Walońskim, w prowincji Hainaut, w okręgu Soignies. 1 stycznia 2020 roku liczyła 4526 mieszkańców. Do 31 grudnia 1976 r. samodzielna gmina.

## Demografia
Liczba mieszkańców, stan na 1 stycznia:
| Rok                | 1930 | 1947 | 1961 | 2020 |
| ------------------ | ---- | ---- | ---- | ---- |
| Liczba mieszkańców | 4174 | 4070 | 4049 | 4526 |